# Larry Lee
Lawrence H. Lee Jr., detto Larry (Memphis, 7 marzo 1943 – Memphis, 30 ottobre 2007), è stato un chitarrista e cantautore statunitense, noto soprattutto per aver suonato con Jimi Hendrix e Al Green.

## Carriera

### Gypsy Sun and Rainbows
Lee era un vecchio amico di Jimi Hendrix e Billy Cox; avevano tutti e tre suonato insieme in vari gruppi R&B, e nel 1969 Lee si unì alla nuova band di Hendrix, i Gypsy Sun and Rainbows, in veste di chitarrista ritmico, suonando occasionalmente anche la chitarra solista. La neonata band fu scritturata per suonare al Festival di Woodstock per il quale Hendrix era stato precedentemente ingaggiato per esibirsi con i Jimi Hendrix Experience, il suo vecchio gruppo da poco scioltosi. Lee era appena tornato reduce dalla guerra del Vietnam due settimane prima, ed era disoccupato quando Hendrix lo contattò chiedendogli di entrare nei Gypsy Sun and Rainbows una settimana prima del concerto a Woodstock.
Dopo Woodstock il gruppo si disintegrò in breve tempo, anche se continuò ad accompagnare Hendrix in studio per qualche periodo, aiutandolo a sviluppare il suo nuovo "sound" e stile compositivo che comprendeva canzoni meno orientate al pop rock come: Machine Gun, Message to Love e Izabella.

### Periodo con Al Green
Nel corso degli anni settanta, Lee entrò a far parte della touring band di Al Green. Apparve nel Tonight Show di Johnny Carson e in varie trasmissioni televisive insieme a Green. Oltre che musicista, Lee era anche un cantautore e scrisse brani per un gruppo della Stax Records, The Astors. Judy, brano composto durante il periodo trascorso con Hendrix a Nashville, venne reinterpretato da Al Green & the Spidells. Per breve tempo, Lee accompagnò in tournée il bluesman Albert King, venendo però da lui licenziato perché, a detta dello stesso Lee, il suo modo di suonare oscurava quello di King.

## Morte
Larry Lee è morto a Memphis, in Tennessee, il 29 ottobre 2007 a causa di un cancro allo stomaco, e venne sepolto il 6 novembre nel West Tennessee Veterans Cemetery. Lasciò la moglie Carrie Lee, la figlia April D. Lee e tre figli maschi: Lawrence H. Lee III, Robert A. Lee, e Thomas Lee.

## Discografia parziale
con Jimi Hendrix
- Nine to the Universe (1980)
- Woodstock (1994)
- Live at Woodstock (1999)

con Al Green
- I'll Rise Again (1983)

con Elmo and the Shades
- Blue Memphis (2009)